# 남중규
남중규(1994년 2월 27일 ~ )는 대한민국의 배우이다.

## 드라마
- 2021년 : tvN 드라마 《슬기로운 의사생활 2》- 최세훈 역
- 2022년 : SBS 드라마 《치얼업 》- 정수일 역
- 2023년 : KBS 드라마 《고백공격》
- 2024년 : KBS 드라마 《미녀와 순정남》- 이재동 역
- 2025년 : 채널A 드라마 《마녀》- 호영 역

## 영화
- 2010년 : 시 - 욱 친구들 역
- 2025년 : 동화지만 청불입니다 - 안경 역
- 2025년 : 온리 갓 노우즈 에브리띵 - 김진호 역